# Palestine (jezioro)
Palestine – sztuczne jezioro w Stanach Zjednoczonych, w północno-wschodnim Teksasie, stworzone do celów przemysłowych, komunalnych i rekreacyjnych. Zbiornik powstał w wyniku budowy zapory Blackburn Crossing Dam o długości 1740 metrów na rzece Neches. Prace nad projektem rozpoczęto w 1960 roku, zakończono 13 czerwca 1962 roku. Powstałe jezioro ma długość prawie 29 km, rozciąga się z północnego zachodu na południowy wschód i długość linii brzegowej wynosi 217 km. Najszersza część jeziora ma szerokość 6,4 km. Jezioro zasilane jest głównie wodami z rzeki Neches i potoku Kickapoo.
Jezioro znajduje się na powierzchni czterech hrabstw: Anderson, Cherokee, Henderson i Smith.
Według badań Texas Water Development Board z 2012, pojemność magazynowa Jeziora Palestine wynosi 453 mln m³. Zlewisko powyżej zapory wynosi około 2 173 km².
Regionalny okręg wodny Tarrant i Dallas Water Utilities nawiązały współpracę przy budowie rurociągu o wartości 2,3 miliarda dolarów, który rozciąga się na odległość 241 km od Jeziora Palestine do Jeziora Benbrook. Projekt rozpoczął się w 2014 i ma zostać zakończony etapami do 2030. Przedsiębiorstwa z okolicy wyraziły zaniepokojenie możliwością, że miasta mogą wypompować jezioro do sucha w dowolnym momencie, jednak urzędnicy stwierdzili, że spadek poziomu jeziora będzie o 50% spowodowany parowaniem 50 procent pompowanej wody, zgodnie z zarządzaniem w innych jeziorach.
Jezioro oferuje szereg gatunków ryb słodkowodnych, w tym bassy, sumy i przedstawicieli rodzaju Pomoxis.